# 金牛座CQ
金牛座CQ是位於黃道星座金牛座的一顆年輕變星。它太微弱了，視星等的範圍在8.7 to 12.25，因此肉眼無法直接看到。基於視差測量，這顆恆星的距離大約是487光年，並以~23Km/s的徑向速度遠離太陽系。它似乎是T-星協金牛4的成員。金牛座CQ離黃道足夠近，因此會發生月掩星的天象。
這顆恆星在1948年被阿爾朱基諾夫（Artjukinov，sp？）和1949年被庫諾·霍夫邁斯特獨立報導為一顆變星。霍夫邁斯特將其歸類為類似御夫座RW變星，亮度範圍從8.7等到10.5等， 使其成為該類型中最明亮的成員之一。G·H·赫比格在1960年發現了這顆恆星的光譜為F2，到1973年，它被歸類為獵戶型變星的金牛T星。 。在1968年，沃爾德瑪律·格茨和W.溫澤爾發現來自系統的微弱藍光發射。
1973年該系統的光譜圖像在F型恆星上顯示雙發射線。它被IRAS發現為紅外源，並與星雲相關聯，這使得它能夠在1994年被P. S. Thé和同事編目為赫比格Ae/Be星。恆星經歷不規則的亮度降低，在其他方面類似於大陵五型變星。 它有一個不均勻的吸積盤繞行著，這是發射線的來源。
金牛座CQ是一顆主序前星，恆星分類為F5IVe。它的質量是太陽的1.67倍，輻射亮度是太陽的10倍，表面有效溫度為6,900K。這顆恆星大約有1,000萬年的歷史，並且以105km/s的投影旋轉速度旋轉。旨在再現星周盤分佈的模擬表明，一顆距離為~20 AU，質量為6–9 MJ的行星嵌入盤中，正在圍繞該恆星運行。2018年的近紅外觀測顯示，圓盤中存在螺旋結構，這與軌道行星的存在一致。然而，並沒有發現任何行星。

## 原行星系統
在2000年，甚大天線陣的觀測證明了圍繞恆星運行的大質量原行星盤的範圍，估計盤面中的灰塵質量為1.5×10−4 M☉。量測表明，金牛座CQ周圍圓盤中的塵粒已生長到最大約一釐米大小，與主星相距40 AU以外的晶粒尺寸逐漸减小。來自阿塔卡瑪大型毫米及次毫米波陣列的資料顯示，內盤中有一個裡面的氣體和灰塵都耗盡了的空腔。孤立的、厚厚的塵埃雲隨機地遮蔽著這顆恆星。
在2022年，探測到原行星盤中的四個旋臂。懷疑是被一顆位於偏心傾斜軌道上，尚未發現的行星擾亂了圓盤的形狀。

## 進階讀物
- Safonov, Boris S.;  et al, , The Astronomical Journal, January 2022, 163 (1): 31, Bibcode:2022AJ....163...31S, S2CID 242757117, arXiv:2111.02726 , doi:10.3847/1538-3881/ac36cb, 31.
- Wölfer, L.;  et al, , Astronomy & Astrophysics, April 2021, 648, Bibcode:2021A&A...648A..19W, S2CID 228064514, arXiv:2012.04680 , doi:10.1051/0004-6361/202039469, A19.
- Assani, K., , Bulletin of the American Astronomical Society, January 2020, 52 (1), Bibcode:2020AAS...23545101A.
- Ubeira Gabellini, Maria Giulia, , Protoplanetary disks seen through the eyes of new-generation high-resolution instruments. Proceedings of the conference held 25–28 June 2018 in Rome, Italy, December 2018: 30, Bibcode:2018ppd..confE..30U, doi:10.5281/zenodo.1893261.
- Tax, Tomáš, , Take a Closer Look, 15–19 October 2018 in ESO-HQ, Garching b. München, Germany, November 2018: 112, Bibcode:2018tcl..confE.112T, doi:10.5281/zenodo.1488994.
- Shenavrin, V. I.;  et al, , Astronomy Reports, May 2012, 56 (5): 379–394, Bibcode:2012ARep...56..379S, S2CID 255200894, doi:10.1134/S1063772912040063.
- Chapillon, E.;  et al, , Astronomy and Astrophysics, September 2010, 520: A61, Bibcode:2010A&A...520A..61C, S2CID 119177523, arXiv:1006.5244 , doi:10.1051/0004-6361/201014841, A61.
- Chapillon, E.;  et al, Charbonnel, C.;  et al , 编, , SF2A-2008: Proceedings of the Annual meeting of the French Society of Astronomy and Astrophysics, November 2008: 303, Bibcode:2008sf2a.conf..303C.
- Kozlova, O. V.;  et al, , Astrophysics, January 2007, 50 (1): 26–39, Bibcode:2007Ap.....50...26K, S2CID 120401305, doi:10.1007/s10511-007-0004-z.
- Doucet, C.;  et al, , Astronomy and Astrophysics, December 2006, 460 (1): 117–124, Bibcode:2006A&A...460..117D, S2CID 1722324, arXiv:astro-ph/0608615 , doi:10.1051/0004-6361:20054371.
- Shakhovskoj, D. N.;  et al, , Astrophysics, April 2005, 48 (2): 135–142, Bibcode:2005Ap.....48..135S, S2CID 121443460, doi:10.1007/s10511-005-0014-7.
- Shakhovskoy, D. N.;  et al, , Protostars and Planets V, Proceedings of the Conference held October 24–28, 2005, in Hilton Waikoloa Village, Hawai'i. LPI Contribution No. 1286 (1286), 2005, (1286): 8119, Bibcode:2005prpl.conf.8119S.
- Minikulov, N. Kh.;  et al, , Astrofizika, 1993, 36: 55–60, Bibcode:1993Afz....36...55M.
- Polosukhina, N. S.; Lebedeva, L., , Soviet Astronomy, December 1966, 10: 407, Bibcode:1966SvA....10..407P.